# Gli invasori spaziali
Gli invasori spaziali (Invaders from Mars) è un film di fantascienza del 1953 diretto dal regista William Cameron Menzies. Fu distribuito in Italia per la prima volta con grande ritardo, nel 1958.
Ne è stato prodotto un remake, Invaders (Invaders from Mars, 1986) di Tobe Hooper.
Nel 2024 è stato selezionato per la conservazione nel National Film Registry degli Stati Uniti dalla Biblioteca del Congresso come "culturalmente, storicamente o esteticamente significativo"

## Trama
Durante una notte stellata David, un ragazzino che nutre con accanimento l'hobby dell'astronomia, mentre è intento a scrutare il cielo con il proprio mini-telescopio, ad un certo punto assiste ad un fatto incredibile: vede una navicella spaziale atterrare in un campo, non lontano da casa.
David corre subito ad avvisare i genitori della cosa, ed essi si alzano malvolentieri, convinti che sia una fantasia del figlio, originata dalla sua sfegatata passione: entrambi si recano quindi a dare un'occhiata nei pressi del vialetto situato fuori dalla casa, ma non si accorgono di nulla di strano. Il padre allora avanza su un ponticello di legno oltre l'altura che porta al campo, ma all'improvviso viene risucchiato dalla sabbia sotto i suoi piedi. La madre e il figlio però non si accorgono di nulla.
Dopo alcuni minuti il padre riappare, però il suo sguardo appare allucinato e fisso nel vuoto: egli riferisce ai familiari di non avere visto nulla di strano, e quindi la madre ed il ragazzino ritornano in casa. Successivamente Il figlio però si accorge che il padre si comporta stranamente, poiché qualcosa in lui è cambiato. Gli stessi inquietanti cambiamenti avvengono anche nella moltitudine di persone che sono transitate presso il luogo dove secondo David sarebbe atterrata l'astronave aliena.
La verità è in effetti sconcertante: nel sottosuolo c'è davvero un'immensa astronave, gestita da un equipaggio di mostri spaziali, comandati telepaticamente da una testa pensante di un alieno, rinchiusa in una teca di cristallo. Tramite una trappola infatti, le persone vengono catturate, facendole sprofondare nella sabbia in una buca collegata direttamente con la navicella.
All'interno della stessa, in un laboratorio, queste persone vengono sottoposte ad un intervento chirurgico al cervello, e dotate di un chip, che gli permette di acquisire il controllo della loro mente: questo modo di operare è parte di un disegno più ampio, e cioè di un progetto che mira alla conquista del mondo intero. Chiunque poi avesse la forza di ritornare in sé, verrebbe ucciso all'istante da una potente scarica elettrica, emessa dallo stesso chip.
Il piccolo David corre nell'osservatorio cittadino e riesce a convincere e a conquistare la fiducia della segretaria di un medico. I due poi, dopo molta insistenza e anche l'esibizione di prove concrete di quanto affermano, fanno accorrere l'esercito americano, con un enorme dispiegamento di forze; i militari riescono ad entrare nella navicella spaziale, ad uccidere molti mostri spaziali, a liberare le persone ancora intrappolate al suo interno, e poi ad installare una bomba.
La navicella spaziale però accende i motori e fuoriesce dal sottosuolo con terribile violenza, dando luogo a un tentativo di fuga verso lo spazio: raggiunto però il confine dell'atmosfera la bomba la fa esplodere, disintegrandola. David e la segretaria vengono premiati per avere contribuito a vincere la terribile minaccia aliena.

## Produzione
La pellicola, girata con un budget assai limitato in Cinecolor e 3D, è molto amata dai cultori del genere. Lo stesso regista che ne curò la composizione scenografica, già nel 1936 aveva realizzato La vita futura. È l'ultima interpretazione cinematografica di Helena Carter, ex modella, che decise di dire addio al cinema ed è anche l'ultimo film del regista e scenografo William Cameron Menzies che morì il 5 marzo 1957.